# The Heart of a Savage
The Heart of a Savage è un cortometraggio muto del 1911 diretto da David W. Griffith.  Wilfred Lucas era un attore canadese che girò circa 400 film nel corso della sua carriera iniziata nel 1908 e terminata nel 1941.

## Trama
Due indiani scampano a un massacro a opera di una banda di malfattori bianchi. Il primo dei due, in fuga, trova riparo presso una famiglia di coloni che lo cura, mentre il secondo riesce a raggiungere la tribù dove incita tutti a cercare vendetta, dichiarando guerra a tutti i bianchi. Quando il primo indiano scopre quello che sta succedendo, pur senza riuscire a farsi comprendere, tenta di portare in salvo la donna e il bambino del colono che si è assentato dalla capanna e li conduce in cima a una collina. Lì viene sorpreso dal colono che, credendo che lui abbia rapito la sua famiglia, lo abbatte con un colpo di fucile. La famigliola torna a casa per scoprire che la capanna è stata incendiata e ridotta in cenere. Ora l'uomo si rende conto delle buone intenzioni del pellerossa e, pentito, torna dove lo ha lasciato, ma l'indiano ormai è morto e a lui non resta che seppellire il poveretto.

## Produzione
Il film fu prodotto dalla Biograph Company.

## Distribuzione
Distribuito dalla General Film Company, il film - un cortometraggio in una bobina - uscì nelle sale statunitensi il 2 marzo 1911.